# 花宵ロマネスク
『花宵ロマネスク』（はなよいロマネスク）は、ブランディング（旧ゼイヴェル）運営の携帯ポータルサイト「girlswalker.com（ガールズウォーカー）」において配信されている恋愛アドベンチャーゲームの携帯ゲームコンテンツ。2008年5月29日、PS2版『花宵ロマネスク 愛と哀しみ—それは君のためのアリア』が発売された。2008年12月7日、有料携帯サイトトイズwalkerプレミアムから『花宵ロマネスク2 王子様といばらの冠』が配信中。

## 概要
シナリオは加藤千穂美（いちご先生）、萩原孝之（おでん先生）、キャラクターデザインは乃上冷紋（れもん先生）が担当。花宵ロマネスク2では新しいキャラクターが登場する。

## 登場人物
桐原珠美（きりはら たまみ）
声：前田愛（ドラマCDのみ）
主人公（名前変更可能）。月華修学院に赴任してきた新人国語教師。
宝生 綾芽（ほうしょう あやめ）
声：緑川光
誕生日 4月8日 17歳  月華修学院2年生
身長 178cm O型
宝生家の第一継承者。成績優秀・スポーツ万能な本家の一人息子。クールで口数が少なく感情表現が乏しい。母親が女性でありながら家を継いでいるので、継承権はないと陰口を叩かれることも。戸籍上祖父にあたる当主・藤一郎と椿の間に生まれた為か宝生家の血を濃く受け継いでおり、若い頃の蓮太郎に姿が似ている。妹の静音のことをとても大切に思っている。
宝生 菫（ほうしょう すみれ）
声：鈴村健一
誕生日 2月7日 16歳 月華修学院2年生
身長 169cm B型
宝生家の第二継承者。ともゑの双子の兄。気が強く、言葉が強い。両親は離婚して、双子の弟のともゑとは名字が違う。珠美が出会った当初は弟・ともゑの記憶の一部を無くしていたがある事件をきっかけに全てを思い出す。
城崎 ともゑ（しろさき ともえ）
声：保志総一朗
誕生日 2月7日 16歳 月華修学院2年生
身長 169cm AB型
菫の双子の弟。両親の離婚の際、母親に引き取られたが、菫の部屋に入り浸り生活を共にしている。物語の初めの方は素行が悪く、家に帰らず不特定多数の女性の元(もしくは菫の元)を渡り歩いていたがロゴスの解放により少しずつ更生していく。
宝生 桔梗（ほうしょう ききょう）
声：諏訪部順一
誕生日 9月2日 26歳 月華修学院国語教師
身長 181cm A型
月華修学院の国語教師。戸籍上は宝生グループ現会長の三男。紫陽・葵とは腹違いの兄弟であるが、葵とは強い信頼関係がある様子。金髪にパープルアイズ、ミステリアスな印象でいつも寂しそうにしている。基本的に誰にでも優しくおおらかな雰囲気とは裏腹に、15歳の若さで桔梗を産み、宝生本家からの精神的重圧に耐えきれず亡くなった母・万梨子の復讐を誓い、宝生家のライバルである橘グループの権力者と結託する。
宝生 葵（ほうしょう あおい）
声：遊佐浩二
誕生日 7月30日 29歳 月華修学院の理事長。
身長 182cm B型
宝生グループ現会長の次男。月華修学院の理事。素行がいささか悪く、校内の父母からは反発もあるが宝生家の後ろ盾に守られている。葵が21の時から兄嫁の優子と不倫関係を持ち、それがきっかけで兄の紫陽を殺そうとした過去を持つ。煙草は兄の紫陽の真似をして吸うようになった。
宝生 紫陽（ほうしょう しよう）
声：平田広明
誕生日 5月23日 37歳 菫とともゑの父親。
身長 179cm B型
現当主の長男、葵の８歳上の兄で、菫とともゑの父。当主から好かれておらず、家は継がなかった。自由奔放な性格で常に危険な香りを漂わせている。ピアノが上手い。葵に命を狙われた翌日、突如として姿を消し4年間失踪状態にあった。その間に分家によって優子と離婚させられている。幼馴染でもあった桔梗の母・万梨子を異常なまでに溺愛している。
宝生 蓮太郎（ほうしょう れんたろう）
声：小野大輔
17歳(現94歳) 宝生家当主
身長 178cm A型
宝生家の先代当主。高齢により車椅子生活を余儀なくされている。珠美を月華修学院に招いた人物。ストーリー中、度々綾芽によく似た姿で主人公の夢などに現れる。珠美の曾祖母ユキノと将来を誓い合うも夢は叶わなかった。物語の中盤で他界する。
宝生 藤一郎（ほうしょう とういちろう）
声：大川透
宝生家の現当主。葵、桔梗、椿、紫陽の父。仕事の才能に溢れ、穏やかで優しいジェントルマンのような姿とは裏腹に無類の女好きで誰彼構わず手を出し、数々の女性の人生を狂わせた。
宝生 静音（ほうしょう しずね）
声：大前茜
綾芽の異父兄妹で菫の婚約者。13歳。幼い頃にあるトラウマから心の病を発症し、外見とは裏腹に精神年齢が4歳で止まっている。そのトラウマが原因で綾芽と会うとパニック状態に陥るため主に分家の家で過ごしており、綾芽とは会えない生活を送っている。優子、菫、ともゑにとても懐いている。父親は体が弱く、静音が生まれてすぐに病気で亡くなった。
桜沢 響（さくらざわ ひびき）
声：加瀬康之
41歳 宝生家秘書 兼 執事
身長 180cm A型
蓮太郎直属の秘書兼執事。いつも蓮太郎と一緒に同行し、身の回りの世話をしている。内情に詳しい。蓮太郎が他界した後は綾芽の世話をしている。特技は美味しいお茶を入れること。宝生家本家に忠実で、宝生家の人間や珠美を気遣う心優しき執事。宝生本家を守らねばと思っている。
宝生 椿  (ほうしょう つばき)
宝生家長女。綾芽、静音の母親。女性でありながら先代の強い要望で宝生家を継ぐ。しかし綾芽が8歳の時の現当主誕生日に本家邸宅にて自殺。綾芽と心中するつもりであった。あまりにも悲惨だった現場は綾芽、静音兄妹の心に深い傷を負わせる結果となった。
城崎 優子（しろさき ゆうこ）
声：岡村明美
紫陽の元妻で菫とともゑの母親。ともゑを連れて家を出ている。ニュース番組の人気キャスター。37歳。美人。20歳の時に菫とともゑを産んだ。ある事が原因で優子が29歳の頃から葵と関係を続けているが、今も昔もずっと紫陽が全てで紫陽の事を愛している。
ユキノ
主人公の曾祖母。故人。月華修学院の図書館の司書をしていた。後に蓮太郎と恋に落ち、蓮太郎と心中をしようとしたが、ユキノだけが亡くなり蓮太郎は生き残った。
羽月 真帆（はづき まほ）
声：細野雅世
月華修学院の音楽教師。明るく人懐こい珠美の同僚。桔梗に恋心を抱いており、珠美にライバル心を抱いている。実は橘コーポレーションの令嬢で悠とは腹違いの妹。学院内での桔梗の協力者であった。
橘 悠（たちばな ゆう）
声：岸尾だいすけ
宝生グループと勢力を二分する橘コーポレーションの御曹司。羽月真帆の異母兄。宝生を目障りに思っており、桔梗を取込み宝生崩壊をもくろんでいる。
西山 真治（にしやま しんじ）
声：近藤孝行
ホスト。羽月の知り合い。主人公とは羽月主催の合コンで知り合った。会社員と偽り、薬を仕込んだ酒で主人公を酔わせてホテルに連れ込み襲おうとした。

## 関連メディア

### インターネットラジオ
ラヂオ花宵ロマネスク（鈴村健一）
超!A&G+とBBQRにて展開していた番組。前者は2008年4月1日、後者は2008年4月4日に終了。

## 関連商品

### CD

#### ドラマCD
- 花宵ロマネスク 薫り降る濡れた空 (2006.1.1発売)
- 花宵ロマネスク 君の金色僕の紺碧 (2006.5.27発売)
- 花宵ロマネスク 落ちる吐息に染まるバラ (2006.10.21発売)
- 花宵ロマネスク 罪の果実と僕と羽 (2007.3.24発売)
- 花宵ロマネスク かなしいミルクティー (2007.8.25発売)
- 花宵ロマネスク だから僕は 君を愛せない (2007.6.28発売)
- 花宵ロマネスク 三日月は空に残した僕らの傷痕 (2007.6.28発売)
- 花宵ロマネスク さよなら遠い日の花々 (2009.8.22発売)
- 花宵ロマネスク あの雲に手が届くなら (2010.2.26発売)
- 花宵ロマネスク 今日の日をありがとう (2010.8.27発売)
- みんなのぷちロマ劇場 第一巻 (2006.12.29発売)
- みんなのぷちロマ劇場 第二巻 (2007.11.24発売)
- みんなのぷちロマ劇場 第三巻 (2011.2.25発売)

#### キャラクターCD
- モノクローム lost in you（宝生菫）
- チョコホリック I＊N＊G（城崎ともゑ）
- Heavenly Lovers〜君の手の中に（宝生綾芽）
- bloom〜午後のため息（宝生桔梗）
- love slave〜ラブ・スレイブ（宝生葵）
- Grace Again〜グレースアゲイン（宝生菫・城崎ともゑ）
- 囁き〜Whisper of wind（桜沢響）
- shadowgraph〜シャドウグラフ（宝生紫陽）
- 夜会〜美しき罠 甘い拒絶（宝生菫・城崎ともゑ）
- 最後のPiece（宝生綾芽・宝生蓮太郎）
- くちびる花吐息（宝生綾芽・宝生菫・城崎ともゑ・宝生桔梗・宝生葵・宝生紫陽・桜沢響）

#### キャラクター朗読CD
- 花緊縛ノ綾芽、菫（宝生綾芽・宝生菫）
- 花緊縛ノともゑ、桔梗（宝生ともゑ・宝生桔梗）
- 花緊縛ノ葵、紫陽（宝生葵・宝生紫陽）

### イベントDVD
- 花宵ロマネスク 君に逢ひし刻2006〜鈴蘭と牡丹
- 花宵ロマネスク 君に逢ひし刻2008〜さざんかと柊

### 書籍

#### 小説
- 花宵ロマネスク - 僕は天使にキスをする -
- 花宵ロマネスク - からっぽの空に僕の天使 -
- 花宵ロマネスク - 夜空に浮かぶキラキラの天使 -
- 花宵ロマネスク - 天使のはちみつ after romanesque-

#### 攻略本
- 花宵ロマネスク 公式ビジュアルファンブック（CD付）
- 花宵ロマネスク 愛と哀しみ - それは君のためのアリア 公式ビジュアルファンブック

#### その他
- 花宵設定集1〜6
- はなよいこうかん日記
- 花宵ロマネスク オフィシャルアンソロジーVol.1
- 花宵スピンオフ小冊子「国語教師キキョウ」（※作者：おでん先生）
- 花宵ミニ冊子「2009年葵の平日」
- 名花読本 花宵ロマネスク2ファンブック
- 花宵マガジン「月刊宝生葵」
- 花宵マガジン「月刊双子」

### ゲーム
- PlayStation Portable用ソフト「B's-LOG パーティー」